# Terituixmes
Terituixmes o Teritucmes (en grec antic Τεριτούχμης) (mort l'any 410 aC) va ser un sàtrapa d'Armènia l'any 428 aC. Se'n coneix el seu el final tràgic per la referència de Ctèsies en la seva Història de Pèrsia o Περσικά ('Persica').

## Origen i família
Fill d'Hidarnes III, sàtrapa d'Armènia, Terituixmes s'havia casat l'any 428 aC amb Amestris, una filla del rei Darios II de Pèrsia. Arsaces, fill d'aquest mateix rei, que després va regnar sota el nom d'Artaxerxes II, es va casar al seu torn amb Estàtira, una filla d' Hidarnes III.

## Sàtrapa
Darios II de Pèrsia va donar l'any 428 aC a Terituixmes el govern d'Armènia que havia el seu pare ja havia exercit.
Terituixmes tenia per la banda del seu pare una germana, anomenada Roxana, d'una gran bellesa, que destacava en el tir a l'arc i en el llançament de la javelina. Seduït pels seus encants, havia concebut per ella una gran passió i va agafar aversió a la seva nova esposa Amestris. Llavors va decidir de tancar-la en un sac i fer-lo perforar a trets per tres-cents homes, amb els quals planejava revoltar-se.
Un cert Odiastes, que tenia una gran confiança amb Terituixmes, havia rebut unes cartes del rei Darios II, on li prometia grans recompenses si podia aconseguir salvar la seva filla. Va atacar al rebel, el va vèncer i el va matar. Aquesta victòria va costar cara perquè Terituixmes es va defensar valentament contra els que l'atacaven, i es diu fins i tot que en va matar fins a trenta-set homes amb la seva pròpia mà.
Mitradates, fill d'Odiastes, i un capità de Terituixmes, no era present en el moment d'aquesta acció. Quan se'n va assabentar va fer mil imprecacions contra el seu pare, i havent-se apoderat de la ciutat (desconeguda) de Zaris, la va defensar per posar-la en mans de Satibarzanes, un fill de Terituixmes.
Durant aquest temps, Parisatis, germana-esposa de Darios II i mare d'Amestris, va fer enterrar viva a la mare de Terituixmes, als seus dos germans Metrostes i Hèlicos i també a dos de les seves germanes. Pel que fa a Roxana, va ordenar que fos esquarterada. Aquest càstig bàrbar es va executar cap a l'any 410 aC).
El rei Darios II va ordenar a Parisatis de fer patir el mateix suplici a Estàtira, esposa del seu fill Arsaces. Però aquest últim, colpejant-se el pit i proferint horrorosos crits, va aconseguir atenuar la còlera del seu pare i de la seva mare. Com que la venjança de Parisatis ja estava satisfeta, Darios II va concedir el perdó de la vida a Estàtira, però al mateix temps va dir a Parisatis que arribaria sens dubte un dia que se'n penediria.
La satrapia d'Armènia, el rei Artaxerxes II de Pèrsia la va concedir al seu gendre Orontes I, espòs de Rodoguna, una de les filles que havia tingut d'Estàtira.